# Кызылбулак (Туркестанская область)
Кызылбулак (каз. Қызылбұлақ) — село в Казыгуртском районе Туркестанской области Казахстана. Входит в состав Жигергенского сельского округа. Код КАТО — 514036500.

## Население
В 1999 году население села составляло 266 человек (138 мужчин и 128 женщин). По данным переписи 2009 года, в селе проживали 363 человека (176 мужчин и 187 женщин).